# The Big Bang Theory (7.ª temporada)
A sétima temporada de The Big Bang Theory estreou na CBS em 26 de Setembro de 2013. Em 12 de Janeiro de 2011, a série foi renovada por mais três anos, estendendo-se até a temporada a 2013-14, num total de sete temporadas.1 A produção para a temporada começou em 14 de agosto de 2013.

## Elenco
- Jim Parsons - Sheldon Cooper
- Johnny Galecki - Leonard Hofstadter
- Kaley Cuoco - Penny
- Simon Helberg - Howard Wolowitz
- Kunal Nayyar - Rajesh Koothrappali
- Mayim Bialik - Amy Farrah Fowler
- Melissa Rauch - Bernadette Rostenkowski

## Episódios
| N.º na série | N.º na temp. | Título                                                                               | Dirigido por    | Escrito por | Exibição original       | Audiência EUA (milhões) |
| --- | ------------ | ------------------------------------------------------------------------------------ | --------------- | --- | ----------------------- | ----------------------- |
| 136 | 1            | "The Hofstadter Insufficiency" "A isuficiência Hofstadter" (BR)                      | Mark Cendrowski | História: Chuck Lorre, Eric Kaplan e Jim Reynolds Adaptação: Steven Molaro, Steve Holland e Maria Ferrari        | 26 de setembro de 2013  | 18.99                   |
| Penny e Sheldon acabam criando um vínculo especial durante a viagem de verão de Leonard. Penny liga para Leonard, que está numa festa com seus amigos do navio e passa a impressão que não está sentindo a falta dela. Penny sugere trocar segredos com Sheldon, em seguida, diz que ela apareceu de topless em um filme de terror inédito. Sheldon diz à Howard como foi quando eles se encontraram pela primeira vez. O "segredo" de Sheldon é que ele não gosta do novo sistema de classificação do YouTube. Irritada, Penny decide sair, mas fica e pede desculpas quando ela percebe que feriu os sentimentos de Sheldon. Leonard mostra o filme de Penny para seus companheiros, cujos nem acreditam que ele esteja namorando. Enquanto isso, Raj vai para uma função da universidade e fala com a Sra. Davis, que é recém-divorciada. Embora ele inicialmente a insulta com suas declarações inadequadas, ele dá um sincero pedido de desculpas. Apesar de Raj insistir que não está dando em cima da Sra. Davis, mais tarde ele diz à Howard que acha que os dois tiveram um "clima". Amy e Bernadette frequentam a mesma convenção de biologia e elas são surpreendidas quando dois homens compram bebidas para elas. O relacionamento delas é momentaneamente tenso quando Bernadette diz que o entusiasmo de Amy não altera a falta de afeição romântica de Sheldon. Fazem as pazes mais tarde, embora elas se confundirem quando Bernadette diz que ela teria sido atraída por um homem que se assemelha Sheldon e Amy para um homem parecido com Howard. Personagem recorrente: Regina King como Sra. Davis Referência do título: Penny e Sheldon sentem a falta de Leonard está viajando, enquanto Leonard não parece sentir falta alguma deles. |              |                                                                                      |                 | |                         |                         |
| 137 | 2            | "The Deception Verification" "A verificação da decepção" (BR)                        | Mark Cendrowski | História: Dave Goetsch, Eric Kaplan e Steve Holland Adaptação: Steven Molaro, Jim Reynolds e Maria Ferrari       | 26 de setembro de 2013  | 20.44                   |
| A amizade de Leonard com Sheldon é colocada em teste quando ele retorna do mar do norte. Enquanto isso, a relação de Wolowitz com sua mãe causa uma ameaça pouco usual em sua masculinidade. |              |                                                                                      |                 | |                         |                         |
| 138 | 3            | "The Scavenger Vortex" "O vórtice do tesouro" (BR)                                   | Mark Cendrowski | História: Dave Goetsch, Eric Kaplan e Steve Holland Adaptação: Steven Molaro, Jim Reynolds e Maria Ferrari       | 03 de outubro de 2013   | 18.22                   |
| A gangue inteira compete em uma caça ao tesouro criada por Raj, um evento capaz de destacar o melhor — e o pior — de cada um. |              |                                                                                      |                 | |                         |                         |
| 139 | 4            | "The Raiders Minimization" "A minimização dos caçadores" (BR)                        | Mark Cendrowski | História: Chuck Lorre, Jim Reynolds e Tara Hernandez Adaptação: Steven Molaro, Jim Reynolds e Maria Ferrari      | 10 de outubro de 2013   | 17.64                   |
| Sheldon busca vingança, quando Amy arruina um de seus filmes favoritos. Enquanto isso, Leonard descobre uma maneira de Penny fazer qualquer coisa que ele quiser, e Raj e Stuart criam perfis em site de relacionamento. |              |                                                                                      |                 | |                         |                         |
| 140 | 5            | "The Workplace Proximity" "A proximidade do local de trabalho" (BR)                  | Mark Cendrowski | História: Steven Molaro, Steve Holland e Maria Ferrari Adaptação: Chuck Lorre, Eric Kaplan e Jim Reynolds        | 17 de outubro de 2013   | 17.80                   |
| Sheldon precisa decidir o quanto é "muito tempo" ao lado de Amy quando esta aceita trabalhar na universidade. Enquanto isso, Howard vai dormir no sofá de Raj após uma briga com Bernadette. |              |                                                                                      |                 | |                         |                         |
| 141 | 6            | "The Romance Resonance" "A ressonância do romance" (BR)                              | Mark Cendrowski | História: Eric Kaplan, Jim Reynolds e Tara Hernandez Adaptção: Steven Molaro, Steve Holland e Maria Ferrari      | 24 de outubro de 2013   | 16.98                   |
| Uma grande descoberta científica de Sheldon o faz se sentir como uma fraude. Enquanto isso, o gesto romântico de Howard para com Bernadette leva Penny a se esforçar mais em sua relação com Leonard. |              |                                                                                      |                 | |                         |                         |
| 142 | 7            | "The Proton Displacement" "O deslocamento do próton" (BR)                            | Mark Cendrowski | História: Chuck Lorre, Maria Ferrari & Anthony Del Broccolo Adaptação: Steven Molaro, Eric Kaplan & Jim Reynolds | 07 de novembro de 2013  | 16.89                   |
| Sheldon se sente deixado de lado quando o professor Proton procura Leonard para pedir conselhos. Por vingança, Sheldon faz amizade com o inimigo de Proton da TV, Bill Nye. Enquanto isso, Raj fica com ciúmes quando Howard entra de penetra na “noite das garotas”. |              |                                                                                      |                 | |                         |                         |
| 143 | 8            | "The Itchy Brain Simulation" "A simulação da coceira no cérebro" (BR)                | Mark Cendrowski | História: Steven Molaro, Bill Prady e Jim Reynolds Adaptação: Eric Kaplan, Steve Holland e Maria Ferrari         | 14 de novembro de 2013  | 18.30                   |
| Leonard tenta fazer com que Sheldon não tenha uma reação exagerada quando um erro do passado vem à tona, mas Sheldon pune o colega de apartamento. Enquanto isso, Penny bate de frente com a ex-namorada de Raj, Lucy. |              |                                                                                      |                 | |                         |                         |
| 144 | 9            | "The Thanksgiving Decoupling" "O desemparelhamento do Dia de Ação de Graças" (BR)    | Mark Cendrowski | História: Eric Kaplan, Steve Holland e Maria Ferrari Adaptação: Steven Molaro, Jim Reynolds e Jeremy Howe        | 21 de novembro de 2013  | 18.94                   |
| Sheldon protesta quando a gangue o arrasta para a casa da Sra. Wolowitz para o Dia de Ação de Graças. |              |                                                                                      |                 | |                         |                         |
| 145 | 10           | "The Discovery Dissipation" "A dissipação da descoberta" (BR)                        | Mark Cendrowski | História: Eric Kaplan, Jim Reynolds e Maria Ferrari Adaptação: Steven Molaro, Steve Holland e Adam Faberman      | 05 de dezembro de 2013  | 15.63                   |
| Leonard e Amy ajudam Sheldon a lidar com a vergonha que ele está sentindo depois que sua contribuição acidental para a ciência é contestada. Enquanto isso, Raj precisa ficar com Howard e Bernadette por uma semana. |              |                                                                                      |                 | |                         |                         |
| 146 | 11           | "The Cooper Extraction" "A extração Cooper" (BR)                                     | Mark Cendrowski | História: Steven Molaro, Eric Kaplan e Maria Ferrari Adaptação: Jim Reynolds, Steve Holland e Tara Hernandez     | 12 de dezembro de 2013  | 17.68                   |
| Enquanto Sheldon está no Texas, o resto do grupo se reúne para decorar a árvore de Natal no apartamento, e os amigos percebem quanto Sheldon mudou suas vidas. |              |                                                                                      |                 | |                         |                         |
| 147 | 12           | "The Hesitation Ramification" "A ramificação da hesitação" (BR)                      | Mark Cendrowski | História: Dave Goetsch, Jim Reynolds e Tara Hernandez Adaptação: Steve Molaro, Steve Holland e Maria Ferrari     | 02 de janeiro de 2014   | 19.20                   |
| Quando a grande chance de Penny de participar de NCIS vai por água abaixo, Leonard tenta de tudo para ajudá-la, o que resulta em Penny fazendo um arrojado pedido para o relacionamento. Enquanto isso, Sheldon tenta aprender a ser engraçado, enquanto Raj se esforça para melhorar seu desempenho para falar com as mulheres. |              |                                                                                      |                 | |                         |                         |
| 148 | 13           | "The Occupation Recalibratione" "A recalibração da ocupação" (BR)                    | Mark Cendrowski | História: Eric Kaplan, Maria Ferrari e Tara Hernandez Adaptação: Steve Molaro, Jim Reynolds e Steve Holland      | 9 de janeiro de 2014    | 20.35                   |
| Sheldon tenta relaxar depois de ser forçado a tirar férias. Enquanto isso, Leonard tenta, com dificuldade, apoiar Penny depois que ela deixa seu emprego no The Cheesecake Factory. Bernadette vai procurar a ajuda de Stuart para substituir uma das HQs(Revistinhas) de Howard. |              |                                                                                      |                 | |                         |                         |
| 149 | 14           | "The Convention Conundrum" "O enigma da convenção" (BR)                              | Mark Cendrowski | História: Eric Kaplan, Jim Reynolds e Adam Faberman Adaptação: Steven Molaro, Dave Goetsch e Steve Holland       | 30 de janeiro de 2014   | 19.05                   |
| Os nerds não conseguem ingressos para a Comic-Con, o que faz com que Sheldon tente criar sua própria convenção — o que o leva a passar uma noite maluca ao lado de James Earl Jones. Enquanto isso, as garotas querem saber se conseguem se comportar como "adultas". |              |                                                                                      |                 | |                         |                         |
| 150 | 15           | "The Locomotive Manipulation" "A manipulação da locomotiva" (BR)                     | Mark Cendrowski | História: Jim Reynolds, Steve Holland & Tara Hernandez Adaptação: Steven Molaro, Eric Kaplan & Maria Ferrari     | 6 de fevereiro de 2014  | 17.53                   |
| O amor está no ar quando Sheldon e Amy se juntam a Howard e Bernadette em uma viagem pelo interior regada a vinho. Enquanto isso, Leonard e Penny precisa correr com Cinnamon, a cachorra de Raj, até o veterinário. |              |                                                                                      |                 | |                         |                         |
| 151 | 16           | "The Table Polarization" "A polarização da mesa" (BR)                                | Mark Cendrowski | História: Jim Reynolds , Steve Holland e Tara Hernandez Adaptação: Steven Molaro , Eric Kaplan e Maria Ferrari   | 27 de fevereiro de 2014 | 17.73                   |
| Leonard compra uma mesa de jantar, o que faz com que Sheldon reavalie as mudanças de sua vida. Enquanto isso, Wolowitz recebe a oferta de voltar ao espaço, o que faz Bernadette avaliar se quer ou não encorajá-lo a fazer isso. |              |                                                                                      |                 | |                         |                         |
| 152 | 17           | "The Friendship Turbulence" "A turbulência da amizade" (BR)                          | Mark Cendrowski | História: Jim Reynolds, Maria Ferrari e Jeremy Howe Adaptação: Steven Molaro, Eric Kaplan e Steve Holland        | 6 de março de 2014      | 18.09                   |
| Bernadette tenta diminuir as implicâncias entre Howard e Sheldon fazendo os dois irem juntos em uma viagem ao Texas, enquanto o carro de Penny quebra e ela tem medo de ter voltar a trabalhar no The Cheesecake Factory. Quando Leonard Decide dar um presentinho amoroso. |              |                                                                                      |                 | |                         |                         |
| 153 | 18           | "The Mommy Observation" "A observação da mamãe" (BR)                                 | Mark Cendrowski | História: Steven Molaro, Eric Kaplan e Tara Hernandez Adaptação: Jim Reynolds, Steve Holland e Maria Ferrari     | 13 de março de 2014     | 17.34                   |
| Com a viagem de Sheldon e Howard, o restante do grupo quer fazer algo interessante Stuart se finge de morto para que Raj faça um clássico jantar de assassinato. Enquanto isso Howard e Sheldon vão visitar á Sra. Cooper mas a visita é fracassada após uma cena entrar na cabeça de Sheldon. |              |                                                                                      |                 | |                         |                         |
| 154 | 19           | "The Indecision Amalgamation" "A amalgamação da indecisão" (BR)                      | Anthony Rich    | História: Bill Prady, Eric Kaplan e Jim Reynolds Adaptação: Steven Molaro, Dave Goetsch e Steve Holland          | 3 de abril de 2014      | 17.73                   |
| Raj sente-se culpado quando tenta namorar duas mulheres ao mesmo tempo, e Penny tenta decidir se aceita um papel em um filme "meia boca". Sheldon não consegue decidir entre dois sistemas de jogos. |              |                                                                                      |                 | |                         |                         |
| 155 | 20           | "The Relationship Diremption" "A disjunção da relação" (BR)                          | Mark Cendrowski | História: Steven Molaro, Bill Prady e Jim Reynolds Adaptação: Chuck Lorre, Eric Kaplan e Steve Holland           | 10 de abril de 2014     | 16.49                   |
| E o que acontece quando Sheldon começa a sair de seu mundo e vem a fazer parte cada vez mais do mundo em que todos vivem? Parece que o episódio nos dá um pouco mais de informações sobre a parte de Sheldon mais humana, e preocupada com as coisas que a maioria dos mortais se preocupam. Após grandes descobertas da ciência nos últimos tempos, Sheldon acaba percebendo que passou grande parte de sua vida correndo atrás de um objetivo que ele não chegou nem perto de alcançar, mas que talvez por teimosia ele continuasse tentando, porém as novas descobertas acabam fazendo ele perceber que talvez a busca tenha sido completamente inútil. E perceber isso acaba abalando e muito sua mente, e com isso ele acaba fazendo coisas que seriam inimagináveis em outras situações. Enquanto isso, Raj continua seu relacionamento com Emily, e Howard está bastante curioso em conhecê-la e quem sabe assim tentar descobrir o que tem de "errado" com ela. Mas as coisas acabam sendo um pouco mais embaraçosas do que ele imaginava que seria. |              |                                                                                      |                 | |                         |                         |
| 156 | 21           | "The Anything Can Happen Recurrence" "A recorrência de tudo que pode acontecer" (BR) | Mark Cendrowski | História: Steven Molaro, Eric Kaplan e Adam Faberman Adaptação: Jim Reynolds, Steve Holland e Tara Hernandez     | 24 de abril de 2014     | 16.44                   |
| Quando Sheldon tenta ser espontâneo, isso leva a um inesperado desentendimento entre Penny, Amy e Bernadette. Enquanto isso, Raj pede ajuda a Howard para se preparar para seu encontro com Emily |              |                                                                                      |                 | |                         |                         |
| 157 | 22           | "The Proton Transmogrification" "A transmogrificação do próton" (BR)                 | Mark Cendrowski | História: Jim Reynolds, Maria Ferrari e Jeremy Howe Adaptação: Steven Molaro, Eric Kaplan e Steve Holland        | 1 de maio de 2014       | 16.07                   |
| Em pleno Star Wars Day, uma notícia triste pega a todos de surpresa: o Professor Proton morreu. Aaah, que pena! Sheldon é o mais atingido por isso, apesar de não querer assumir e deixar os planos para o dia seguirem em frente. Então Leonard e Penny vão sozinhos ao funeral, enquanto Sheldon fica com Howard e Raj vendo os filmes. Só que logo o luto começa a se manifestar em Sheldon, que dorme e sonha com o falecido professor |              |                                                                                      |                 | |                         |                         |
| 158 | 23           | "The Gorilla Dissolution" "A dissolução do gorila" (BR)                              | Peter Chakos    | História: Chuck Lorre, Jim Reynolds e Jeremy Howe Adaptação: Steven Molaro, Steve Holland e Eric Kaplan          | 8 de maio de 2014       | 14.42                   |
| Em dia ruim faz Penny reavaliar suas escolhas de vida — incluindo Leonard. Enquanto isso, Howard e Bernadette sofrem para tomar conta da Sra. Wolowitz, ao mesmo tempo em que Raj recebe conselho de relacionamento de Sheldon. |              |                                                                                      |                 | |                         |                         |
| 159 | 24           | "The Status Quo Combustion" "A combustão do status quo" (BR)                         | Mark Cendrowski | História: Eric Kaplan, Jim Reynolds e Jeremy Howe Adaptação: Steven Molaro, Steve Holland e Tara Hernandez       | 15 de maio de 2014      | 16.73                   |
| Leonard e Penny dizem ao grupo que eles estão noivando, e como eles estão felizes, todos fazem um grande negócio para que Raj e Emily tenham relações sexuais. A mãe de Leonard não gosta que ele esteja envolvido com Penny, mas acaba aceitando porque Sheldon gosta dela. Sheldon está irritado por que a universidade não irá deixá-lo mudar seu campo de estudo e tenta desistir. Ele fica ainda mais chateado quando Leonard e Penny não querem moram com ele depois que se casarem. Ele fica perturbado quando Amy dá a sugestão de morem juntos e sua última gota de paciência é quando ele descobre que a loja de quadrinhos do Stuart foi incendiada. Sheldon decide deixar a cidade para descobrir o que ele quer. Leonard vai atrás dele, mas Penny diz que ele deveria deixá-lo ir. Sheldon chama Amy para dizer que está tudo certo, depois que ela fica irritada quando descobre que Leonard deixou ele ir e ataca-o com um travesseiro. A mãe de Howard continua fazendo com que os enfermeiros contratados desistam de cuidar dela, e até mesmo Penny rejeita o trabalho. Howard oferece o trabalho para Stuart, dando-lhe dinheiro e um lugar para ficar enquanto ele não tem teto para morar depois de perder sua loja. Stuart ama o trabalho e desenvolve uma proximidade surpreendente com a mãe de Howard. Personagens recorrentes: Christine Baranski como Beverly Hofstadter, Carol Ann Susi como a Sra. Wolowitz e Kevin Sussman como Stuart Bloom Estrelas convidadas: Monica Garcia como Maria Referência Título: As várias mudanças nos personagens vive mudando o estado atual (status quo). |              |                                                                                      |                 | |                         |                         |